# Giuseppe Pizzardo

Giuseppe Pizzardo, italijanski rimskokatoliški duhovnik, škof in kardinal, * 13. julij 1877, Savona, † 1. avgust 1970.

## Življenjepis
19. septembra 1903 je prejel duhovniško posvečenje.
8. junija 1929 je postal tajnik v Rimski kuriji.
28. marca 1930 je bil imenovan za naslovnega nadškofa Cirhusa in 22. aprila je bil imenovan za naslovnega nadškofa Niceje; 27. aprila istega leta je prejel škofovsko posvečenje.
13. decembra 1937 je bil povzdignjen v kardinala in imenovan za kardinal-duhovnika S. Maria in Via Lata.
14. marca 1939 je postal prefekt Kongregacije za semenišča in univerze.
21. junija 1948 je postal kardinal-škof Albana.
Med 16. februarjem 1951 in 12. oktobrom 1959 je bil tajnik Svete pisarne.
Upokojil se je 13. januarja 1968.